# パックボット

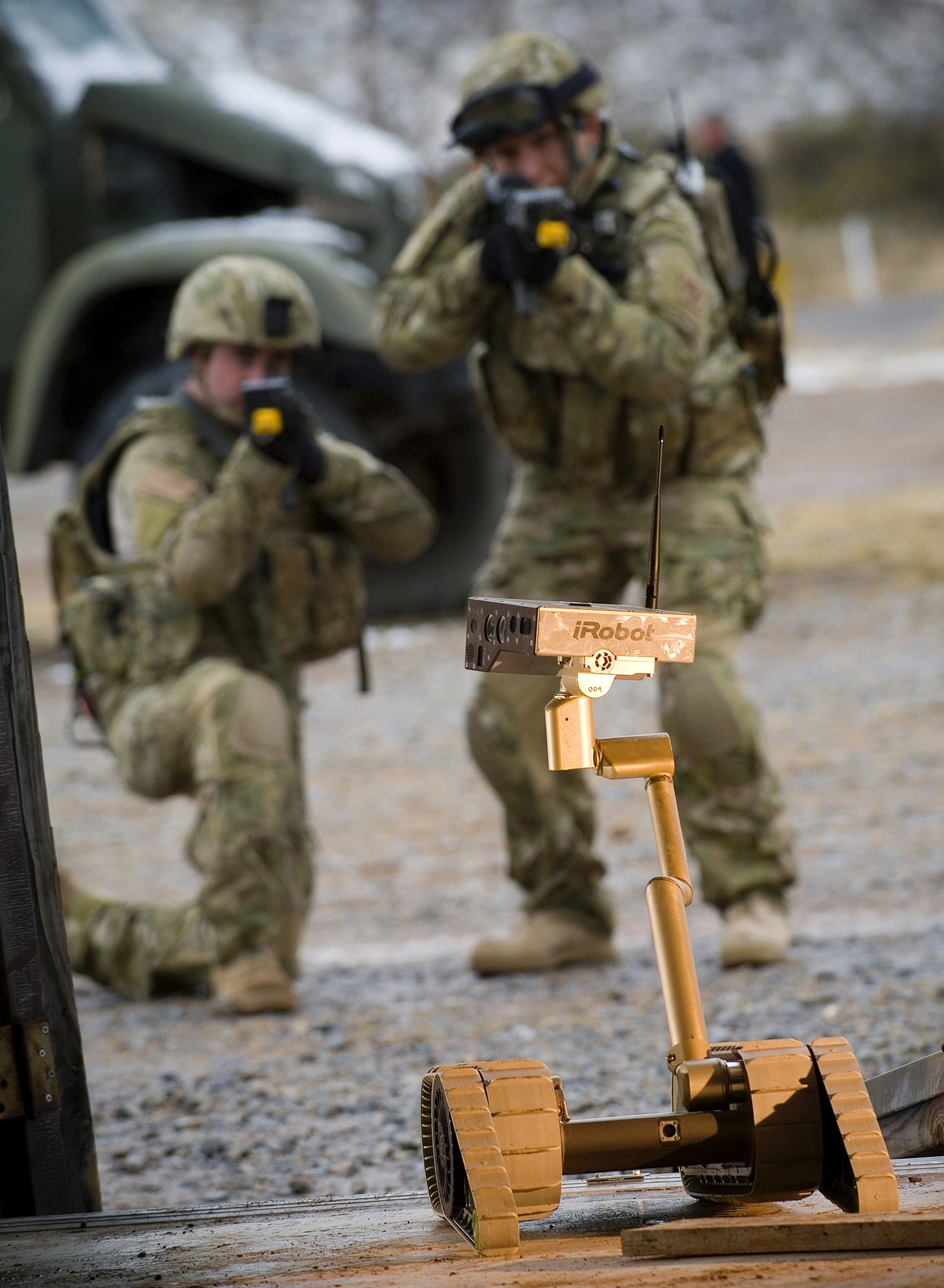
IROBOT PACKBOT

パックボット（PackBot）は、米iRobot社がゲンギスの包摂アーキテクチャ（Subsumption Architecture; SA）理論を取り入れて開発した人工知能搭載の軍用遠隔操作多目的ロボットであり、9・11テロ事件での捜索、イラクやアフガニスタンなど戦場での偵察や爆弾処理などに使用され実績を挙げている。

## 性能
- パックボットの正式名称は『IROBOT 510 PACKBOT』パックボット本体は長さ68.6cm、幅52.1cm、高さ17.8cm、カメラ付きアームは187cm、本体10.89kg+コントロールユニット12.39kg、総重量23.28kgであり、戦場で兵士が一人で背負って持ち運ぶことが可能である。
- 類型のウォーリアー（710 Warrior）は総重量68kgあり、一人で持ち運ぶことは困難である。ウォーリアーは約90kgの重量まで運搬が可能であり、戦場からの負傷した兵士の救出作業などを想定している。
- 自走速度は9.3km/hで、マイクロソフトのXbox 360やソニー・コンピュータエンタテインメントのPlayStation用コントローラーを用いた遠隔操作が可能である。
- GPSとコンパスを搭載し、約800m離れた場所からの遠隔操作が可能である。
- パックボットはカメラやロボットアームなど多彩なオプションを持つ多目的作業用ロボットのため、作戦（オペレーション）ごとに装備の違いから総重量も多少変化する。
- パックボットの価格は1台あたり12万ドル、イラク・アフガニスタンに3500台が投入された。

## 評価
- パックボットは、いわゆる3K（きつい、汚い、危険）な場所での偵察や捜索を目的に開発された。アフガニスタンで敵の潜む洞窟探査やイラクの爆弾処理などに運用された実績を持つ。
- イラクやアフガニスタンで人間の代わりに爆弾処理をして木端微塵になったパックボットも多く、兵士の人命を救っている。
- キャスリン・ビグロー監督の映画「ハート・ロッカー」にも登場した。
- 福島第一原発事故の原子炉建屋に2台のパックボットが投入され、放射線量計測、動画撮影調査をした。

## 由来
パックボットは、米国防省国防高等研究計画庁(DARPA)の依頼によりiRobot社が開発した軍用多目的作業用ロボットである。
パックボットの名前の由来は兵士が戦場にバックパックに入れて持ち運びが出来るロボット、つまりバックパックロボットから来ている。

## 進化
- PackBot Scout - 調査と監視を目的とした基本装備のパックボット。5つのペイロードを搭載。操縦システムにリアルタイムビデオの送信が可能な遠隔操作多目的ロボットであり、重さは18kgで一人の兵士のみで移動・操作運用可能。
- PackBot Explorer - 危険地域の捜索を目的とした第二世代パックボット。動画撮影カメラ、録音マイク、レーザーポインター、各種センサーを備える。
- PackBot EOD - 爆弾処理などハイリスクな作戦行動を目的としたパックボット。無線及び有線操作が可能。ロボットアームを備える。EOD（explosive-ordnance disposal）とは爆発物処理機能のことである。捜索や救出任務にも使用される。